# 1973 nos jogos eletrônicos
Em 1973, houve um aumento substancial na quantidade de jogos eletrônicos criados e distribuídos em vários setores. Nos jogos operados por moedas, a onda de jogos no estilo Pong deu início à primeira tendência de jogos eletrônicos nos Estados Unidos e em outros países, como Japão e Reino Unido. As redes de tempo compartilhado viram uma maior proliferação de programas populares por meio de programas de listagem. A rede PLATO foi palco de alguns dos primeiros jogos multijogador massivo.

## Eventos
- 19 de março: anteriormente proprietário de um serviço de reparo de jukebox em Osaka, Kagemasa Kōzuki funda a Konami Industry Co., Ltd. para fabricar máquinas de entretenimento para fliperamas.[1][2]
- Maio: a Hudson Soft Ltd. é fundada em Sapporo com o propósito de vender aparelhos de telecomunicação e fotografias.[3]
- A Taito, uma fabricante de máquinas de fliperama eletromecânicas, entra na indústria de jogos eletrônicos e abre uma subsidiária norte-americana.[4][5]
- A Sega, outra fabricante de máquinas de fliperama eletromecânicas, entra na indústria de jogos eletrônicos com um clone de Pong.[4]
- Computer Space faz uma aparição no filme Soylent Green.[6]
- As versões I, II e III de Empire são desenvolvidas para o sistema PLATO.[7][8]
- O jogo de administração Lemonade Stand é desenvolvido por Bob Jamison do Consórcio de Computação Educacional de Minnesota.[9]
- Maze War, um antecessor do gênero de tiro em primeira pessoa, começa a ser desenvolvido para o computador Imlac PDS-1.[10]

## Máquinas de fliperama mais vendidas
Os títulos seguintes foram os jogos de fliperama mais vendidos de 1973 nos Estados Unidos, de acordo com as vendas anuais de máquinas de fliperama fornecidas por Ralph H. Baer.
| Nº | Título                | Unidades | Fabricante           | Gênero    |
| -- | --------------------- | -------- | -------------------- | --------- |
| 1  | Pong                  | 8.000    | Atari, Inc.          | Pong      |
| 2  | Pro Tennis            | 7.000    | Williams Electronics | Pong      |
| 2  | Winner                | 7.000    | Midway Manufacturing | Pong      |
| 4  | Super Soccer          | 5.000    | Allied Leisure       | Pong      |
| 4  | Tennis Tourney        | 5.000    | Allied Leisure       | Pong      |
| 4  | TV Tennis             | 5.000    | Chicago Coin         | Pong      |
| 7  | Gotcha                | 3.000    | Atari, Inc.          | Labirinto |
| 8  | Asteroid (Space Race) | 2.000    | Midway Manufacturing | Corrida   |
| 9  | Space Race            | 1.500    | Atari, Inc.          | Corrida   |
| 10 | Hockey                | 1.000    | Ramtek               | Pong      |
| 10 | TV Hockey             | 1.000    | Chicago Coin         | Pong      |
| 10 | Volley                | 1.000    | Ramtek               | Pong      |

## Lançamentos notáveis

### Jogos de fliperama
- A Midway Manufacturing Co. compra a licença de Pong da Atari para produzir Winner, seu primeiro jogo de fliperama.[1][12]
- A Atari lança Gotcha, o primeiro jogo de labirinto comercial para fliperamas.[1]
- A Atari lança Pong Doubles em fliperamas. Uma variação de Pong, Pong Doubles é o primeiro jogo de fliperama a permitir a jogabilidade de quatro participantes.[13]
- A Williams Electronics lança Paddle Ball, um clone não licenciado de Pong, como seu primeiro jogo de fliperama.[14]

### Jogos de computador
- Steve Colley, Howard Palmer e Greg Johnson desenvolvem Maze War no computador Imlac PDS-1 no Centro de Pesquisa Ames da NASA.[15]